# Пожег (приток Печоры)
Пожег — река в России, течет по территории Троицко-Печорского района Республики Коми. Устье реки находится в 1483 км по правому берегу реки Печора у посёлка Знаменка. Длина реки составляет 67 км, площадь водосборного бассейна — 750 км².

## Данные водного реестра
По данным государственного водного реестра России относится к Двинско-Печорскому бассейновому округу, водохозяйственный участок реки — Печора от истока до водомерного поста у посёлка Шердино, речной подбассейн реки — Бассейны притоков Печоры до впадения Усы. Речной бассейн реки — Печора.
Код объекта в государственном водном реестре — 03050100112103000058136.